# Begraafplaats Zijlpoort

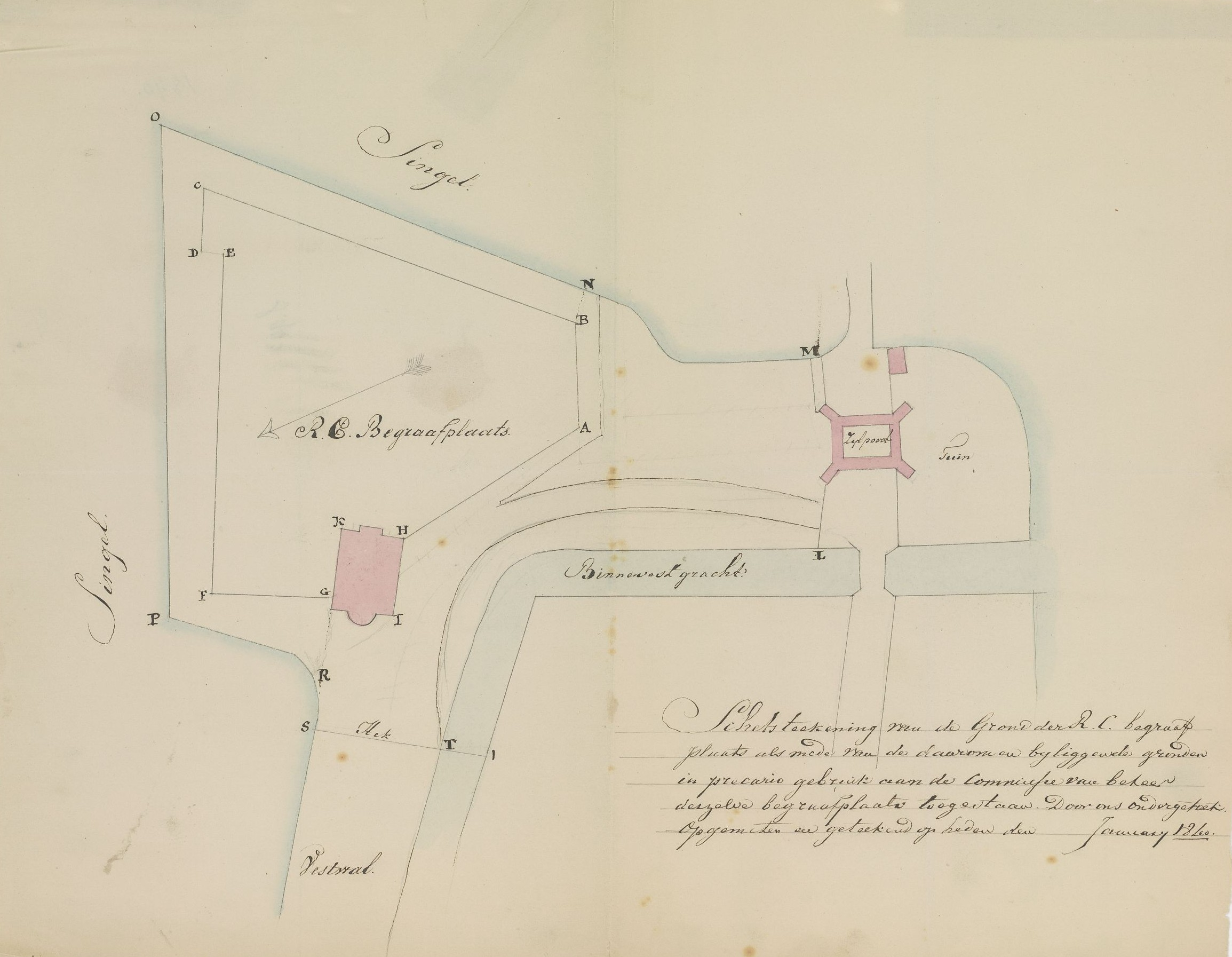
Schetstekening van de begraafplaats Zijlpoort van januari 1840

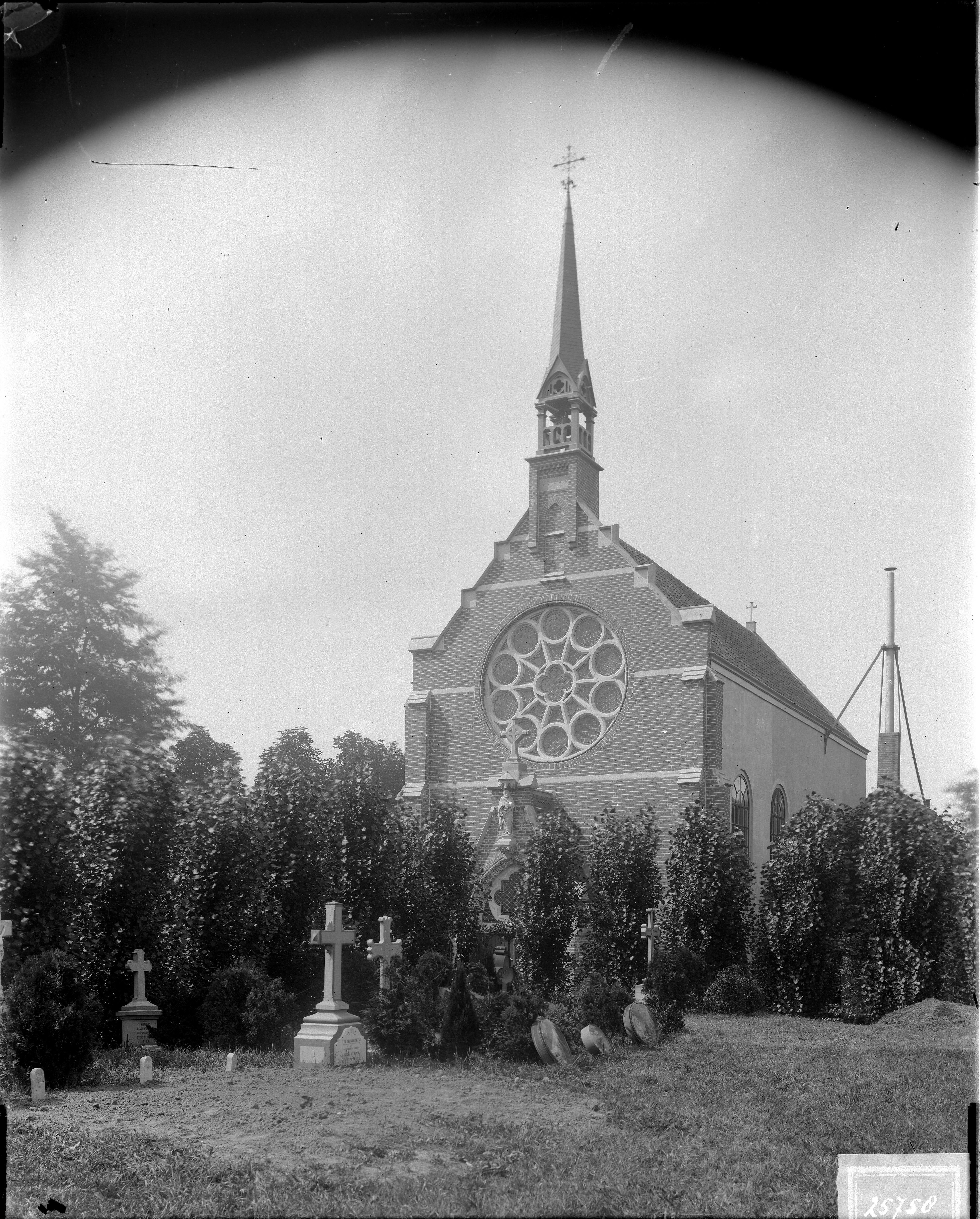
Gezicht op de voorgevel van de Kapel op de R.K. Begraafplaats bij de Zijlpoort aan de Haven met op de voorgrond een gedeelte van de begraafplaats met grafmonumenten. Glasnegatief uit het einde van de 19de eeuw.

Begraafplaats Zijlpoort is een rooms-katholieke begraafplaats in Leiden die in 1828 in gebruik is genomen op het voormalige bolwerk bij de Zijlpoort.

## Geschiedenis
In augustus 1827 besloot de minister van Binnenlandse zaken, dat er vanaf 1 januari 1829 niet meer begraven mocht worden in kerken en ook niet binnen de bebouwde kom. De burgerlijke gemeente zou voortaan verantwoordelijk zijn voor de (nieuwe) begraafplaatsen. Omdat Leiden toen nog was ingesloten door de singels was er binnen de gemeente niet echt sprake van ruimte buiten de bebouwde kom, maar na onderzoek bleek dat de voormalige stadswallen op voldoende afstand van de bebouwing gelegen waren. Inmiddels had in 1828 de rooms-katholieke parochie van Leiden een eigen begraafplaats aangelegd waar men in gewijde aarde kon begraven. Een inspectie op 1 april 1828 door Gedeputeerde Staten van Zuid-Holland wees uit dat alle op de wallen gelegen begraafplaatsen voldeden aan de nieuwe voorschriften. Op 19 november 1828 vonden de eerste begrafenissen plaats op Begraafplaats Zijlpoort.
In 1969 werd de begraafplaats gesloten en kon alleen nog begraven worden in de bestaande familiegraven. Dit duurde tot 1985 toen de begraafplaats zonder beperkingen werd heropend.

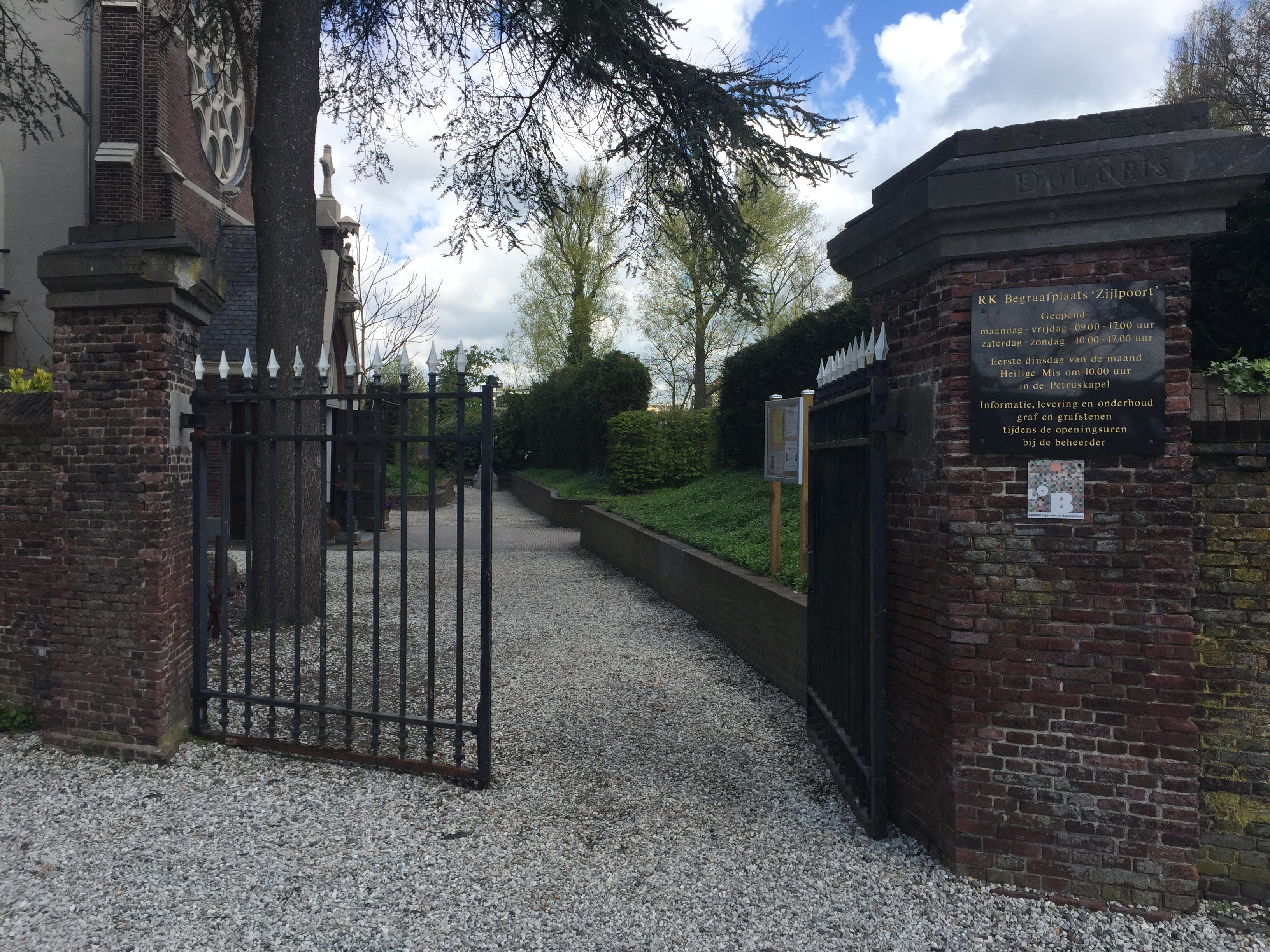
Ingang
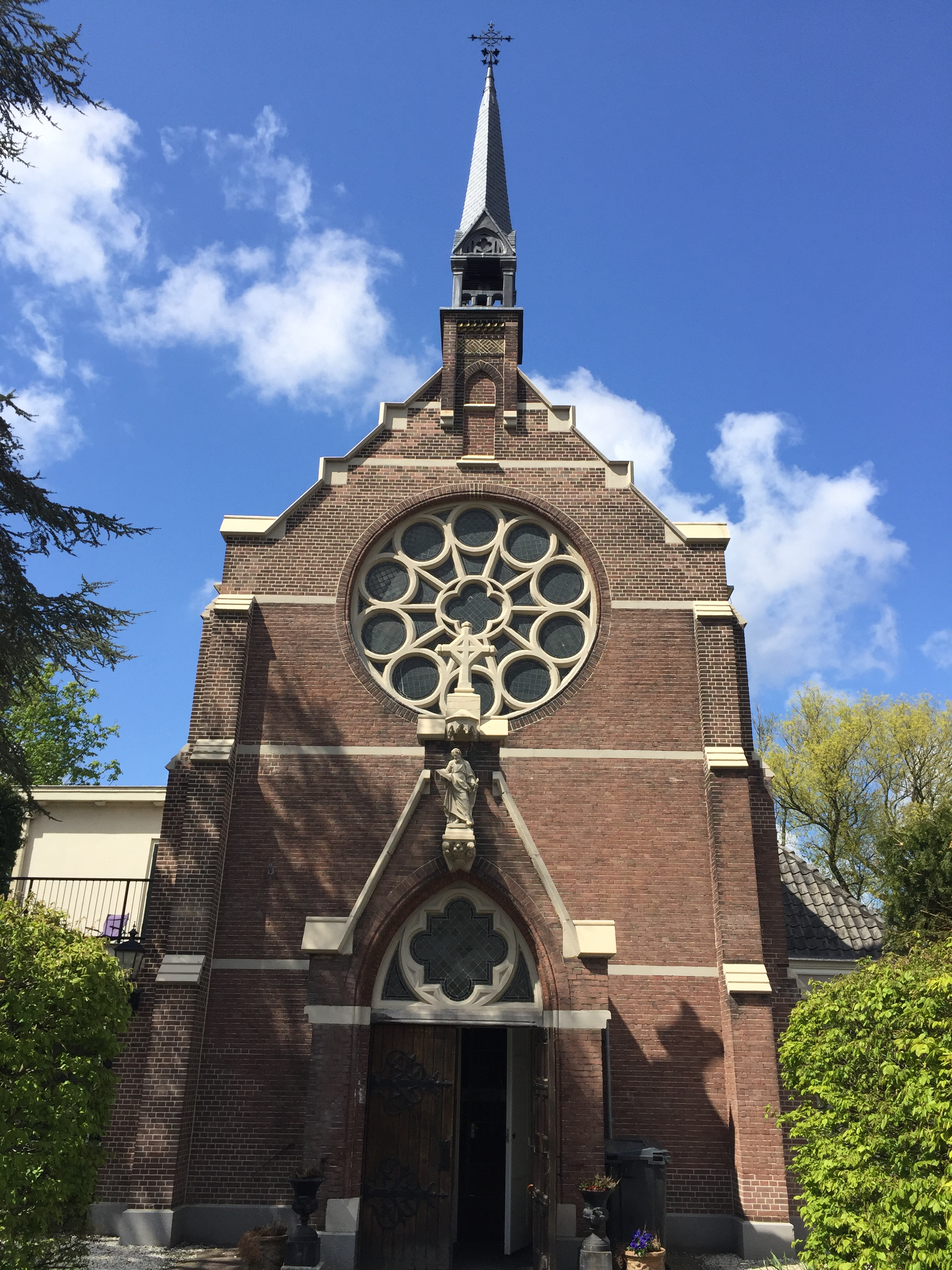
Kapel (2021)
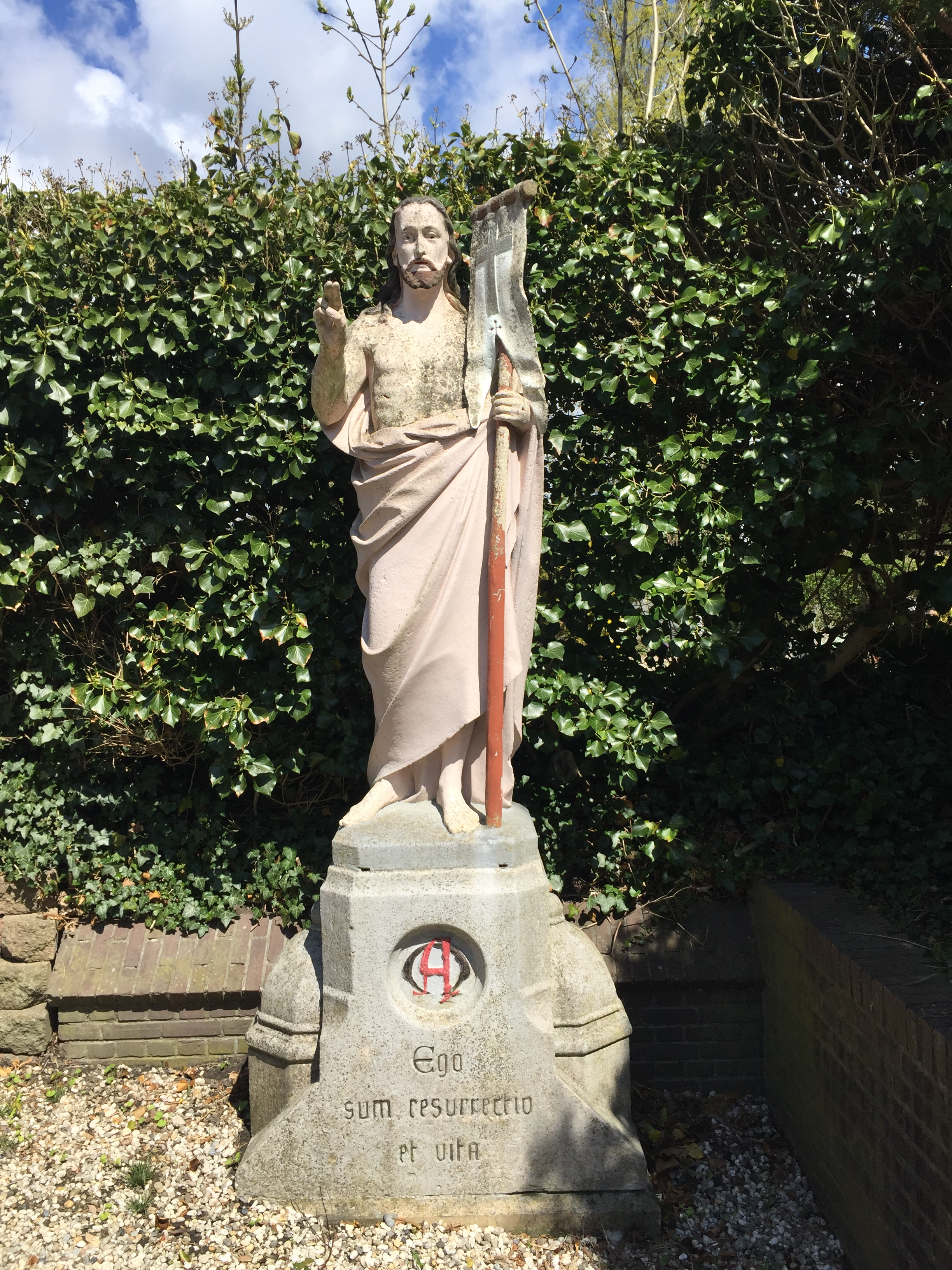
Ego sum resurrectio
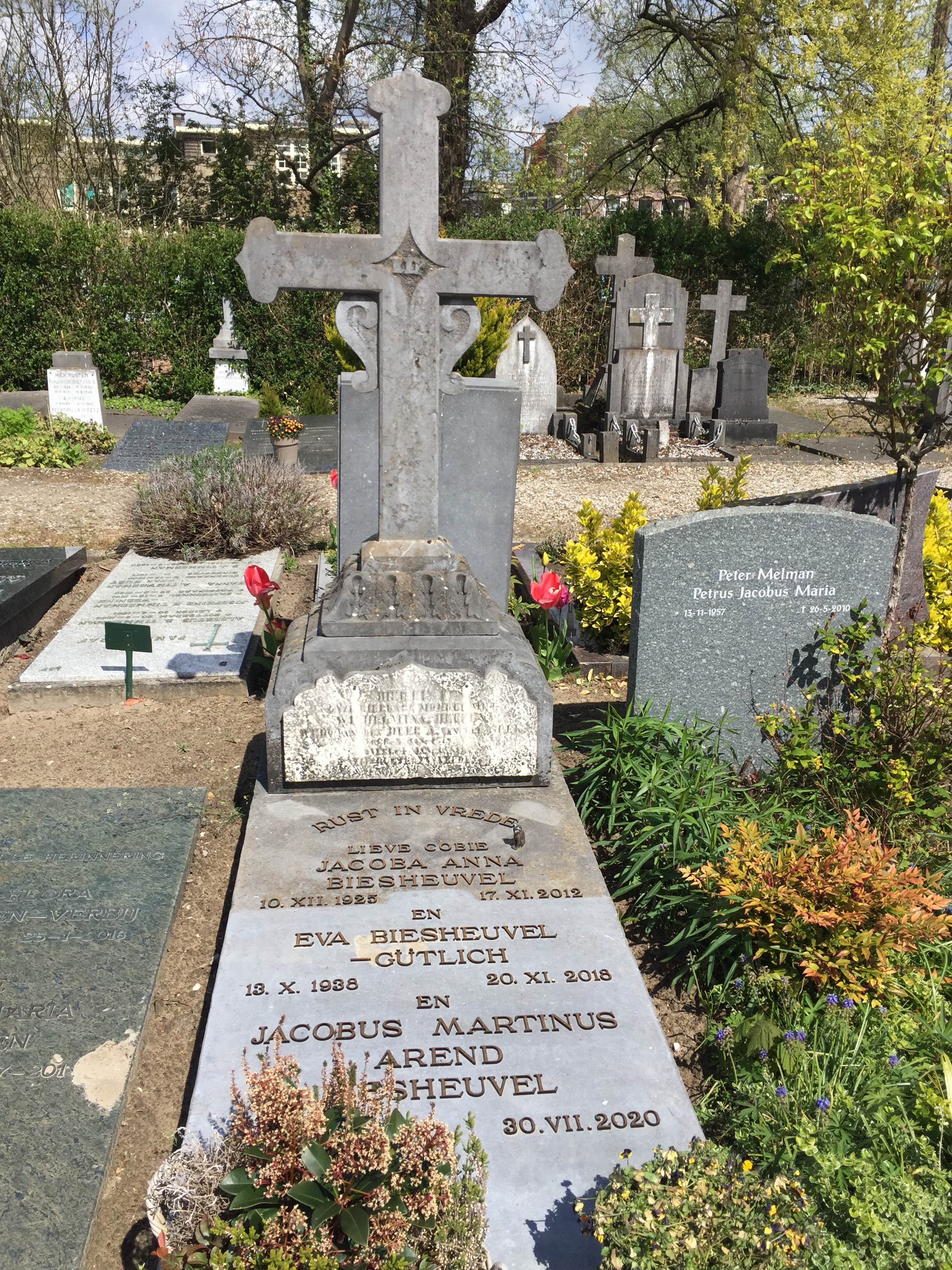
Graf Maarten Biesheuvel

## Kapel
De kapel op de begraafplaats is van 1828 naar neoclassicistisch ontwerp van Th. Molkenboer. Aan de zijden van de kapel bevinden zich een dienstwoning en dienstruimten. De kapel heeft sinds 1976 de status van rijksmonument.

## Bekende personen
Op de begraafplaats liggen verschillende bekende personen, zoals de schrijver Maarten Biesheuvel, schilder Aad Donker, de eerste hoogleraar Armeense studies in Nederland Jos Weitenberg, en de natuurkundige Willem Keesom.

## Overige
In 2008 verscheen een gedenkboek door R.C.J. van Maanen e.a., Een oase van rust, 180 jaar R.K. Begraafplaats Zijlpoort, dat ook een cd-rom met alle begraafgegevens bevatte. Inmiddels kunnen de begraafregisters ook via internet doorzocht worden.

## Fotogalerij

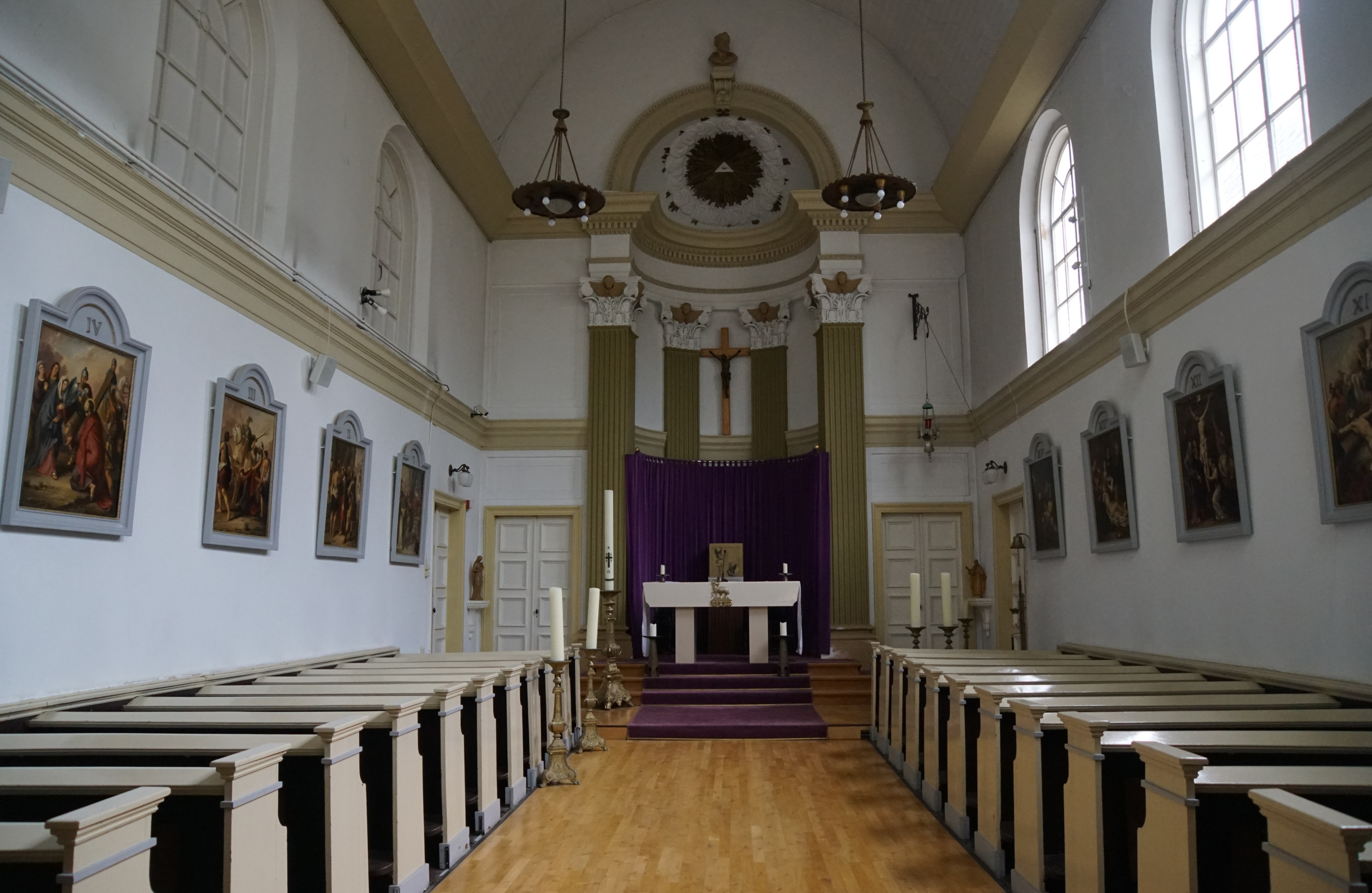
Interieur van de Sint Petruskapel.
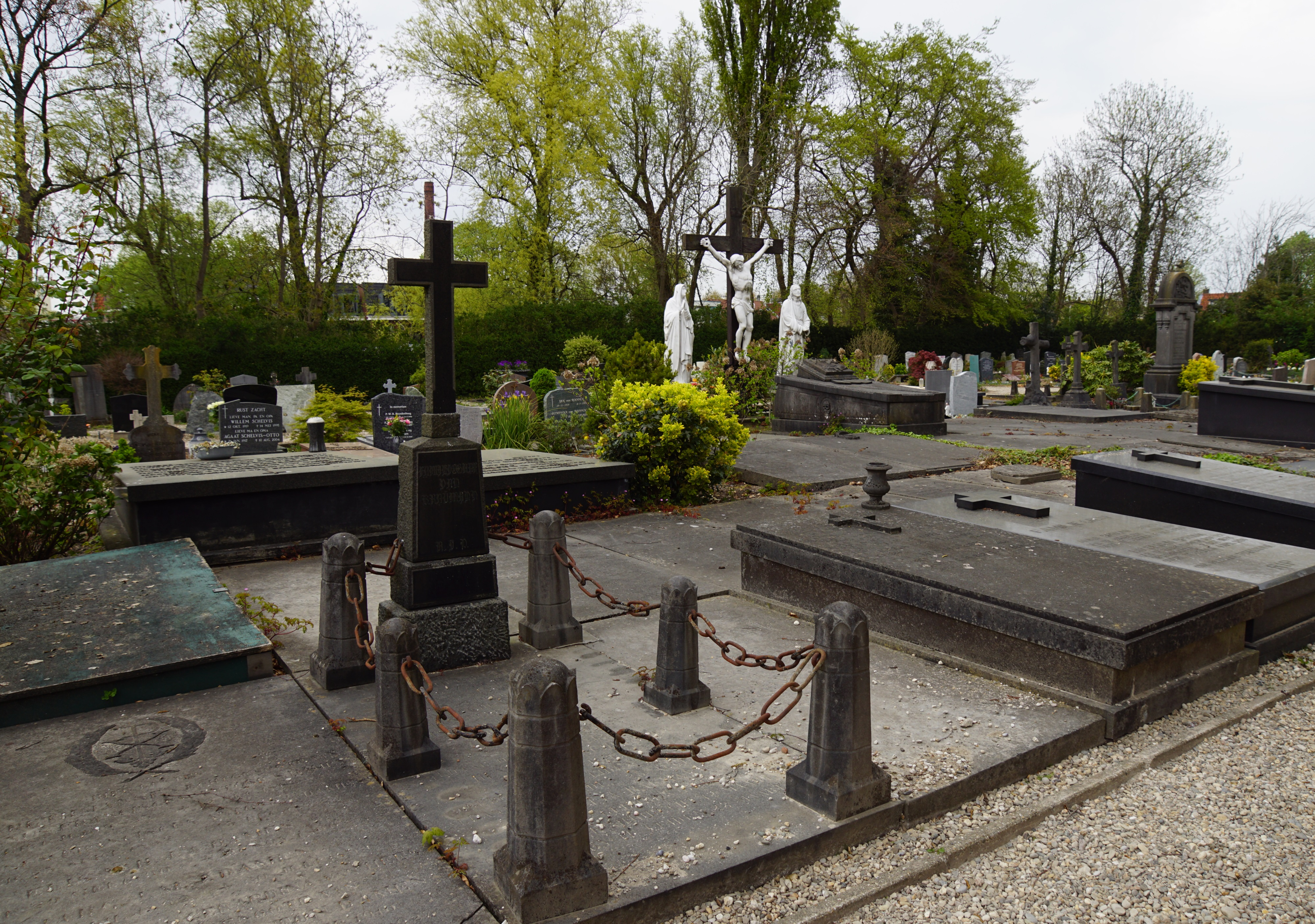
Oude grafstenen en een Calvarie-opstelling.
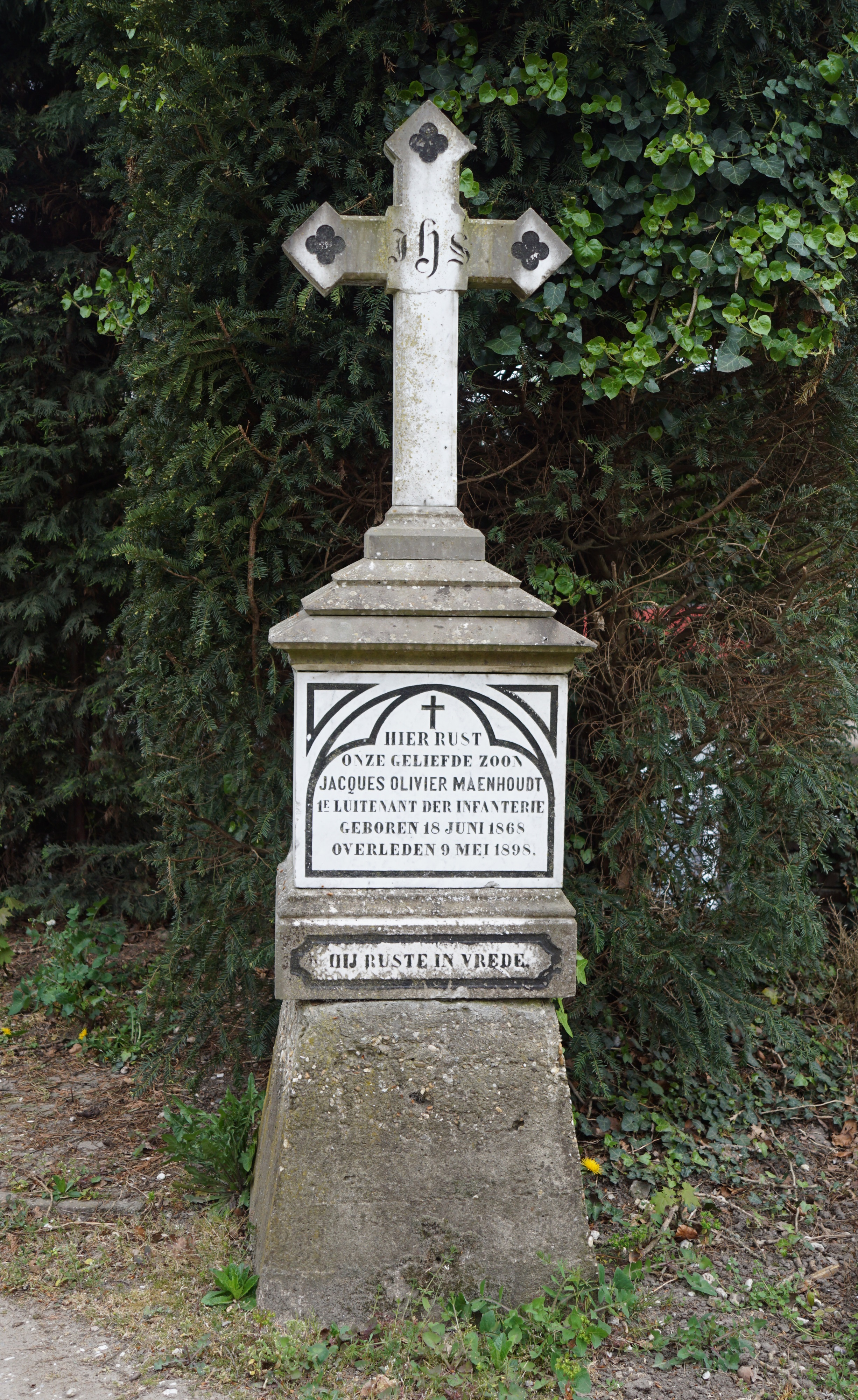
Grafsteen van eerste luitenant Jacques Olivier Maenhoudt (1868-1898).